# Слој апликације
Слој апликације (енгл. Application layer) је седми и највиши ниво ОСИ референтног модела, односно највиши слој TCP/IP протоколарног модела. Овај слој описује рад апликација у мрежи и њихову интеракцију са сервисима и протоколима нижих слојева. Протоколи слоја апликације имају функцију да размене податке између покренутих програма на пријемној и предајној страни. Управо због тога (разноврсности апликација) овом слоју припада највећи број протокола, који се и даље развијају.
Апликацијски слој најближи је крајњем кориснику. Он доставља мрежне услуге апликацијама крајњег корисника. Апликацијски слој успоставља доступност између
комуникацијских партнера те синхронизује и успоставља договоре о процедурама опоравка у случају грешки и контролише интегритет података. Овом слоју припадају сви програми за управљање базама података, програми за електронску пошту, програми послужитеља датотека и послужитеља исписа, као и наредбе оперативних система.
Користи ДНС протокол. Апликацијски слој је:
- неопходан за комуникацију са блиским и далеким људима и рачунарима
- Омогућава да са свог персоналног рачунара кренемо даље било да тражимо податке или их пружамо
- Кориштење е-маила
- На WWW можемо пронаћи практично сваки податак који нас занима, а мултимедија нам омогућава забаву у сваком слободном тренутку.

## Протоколи
- BitTorrent протокол
  - BitTornado програм, (Peer to Peer) апликација
- HTTP, 
  - Мозила фајерфокс, браузер (апликација)
  - World Wide Web, сервис
- FTP, 
  - Total komander, програм
  - процес размене података
- ,  (верзија 3)
- SMTP, 
  - Autluk ekspres меил клијент (апликација)
  - Мозила тандерберд клијент
  - Електронска пошта (e-mail) сервис
  - процес је размена поште путем клијената и програма:
- BOOTP,
- DHCP,
- DNS,
- FTP,
- ,  (верзија 4)
- IRCP,
- SNMP,
- RDP,
- SSH,
- Telnet,
- TFTP,
- VTP,